# Żabka Czułowska

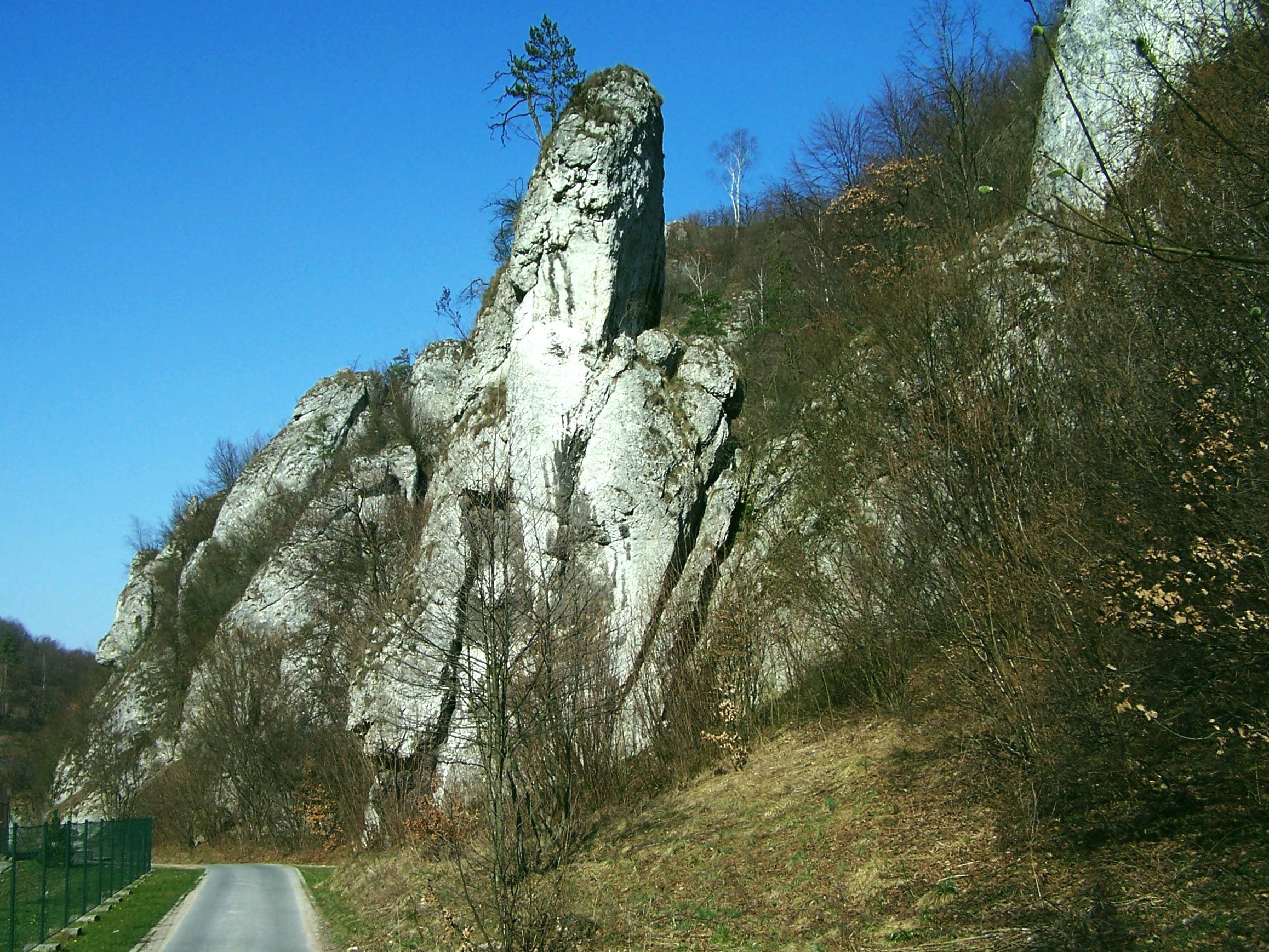
Żabka Czulowska w postaci skalnej iglicy. Ponad nią po prawej stronie Sępia Czułowska

Żabka Czułowska – skała w dolinie Zimny Dół na Garbie Tenczyńskim. Znajduje się we wsi Czułów w województwie małopolskim, w powiecie krakowskim, w gminie Liszki. U wylotu doliny Zimny Dół, przy asfaltowej drodze jest wybitna skała Łysina. Około 100 m od niej na południe w orograficznie lewych zboczach doliny, tuż przy drodze, stoi skała Żabka Czułowska.
Żabka Czułowska, podobnie jak inne skały Zimnego Dołu, zbudowana jest z twardych wapieni skalistych. Uprawiana jest na niej wspinaczka skalna. W bazie topo portalu wspinaczkowego opisana jest jako Sępia Czułowska I. Są na niej 4 drogi wspinaczkowe o trudności od VI.1+ do VI.3 w skali polskiej. Wszystkie mają zamontowane punkty asekuracyjne: 5-7 ringów (r) i stanowiska zjazdowe (st).

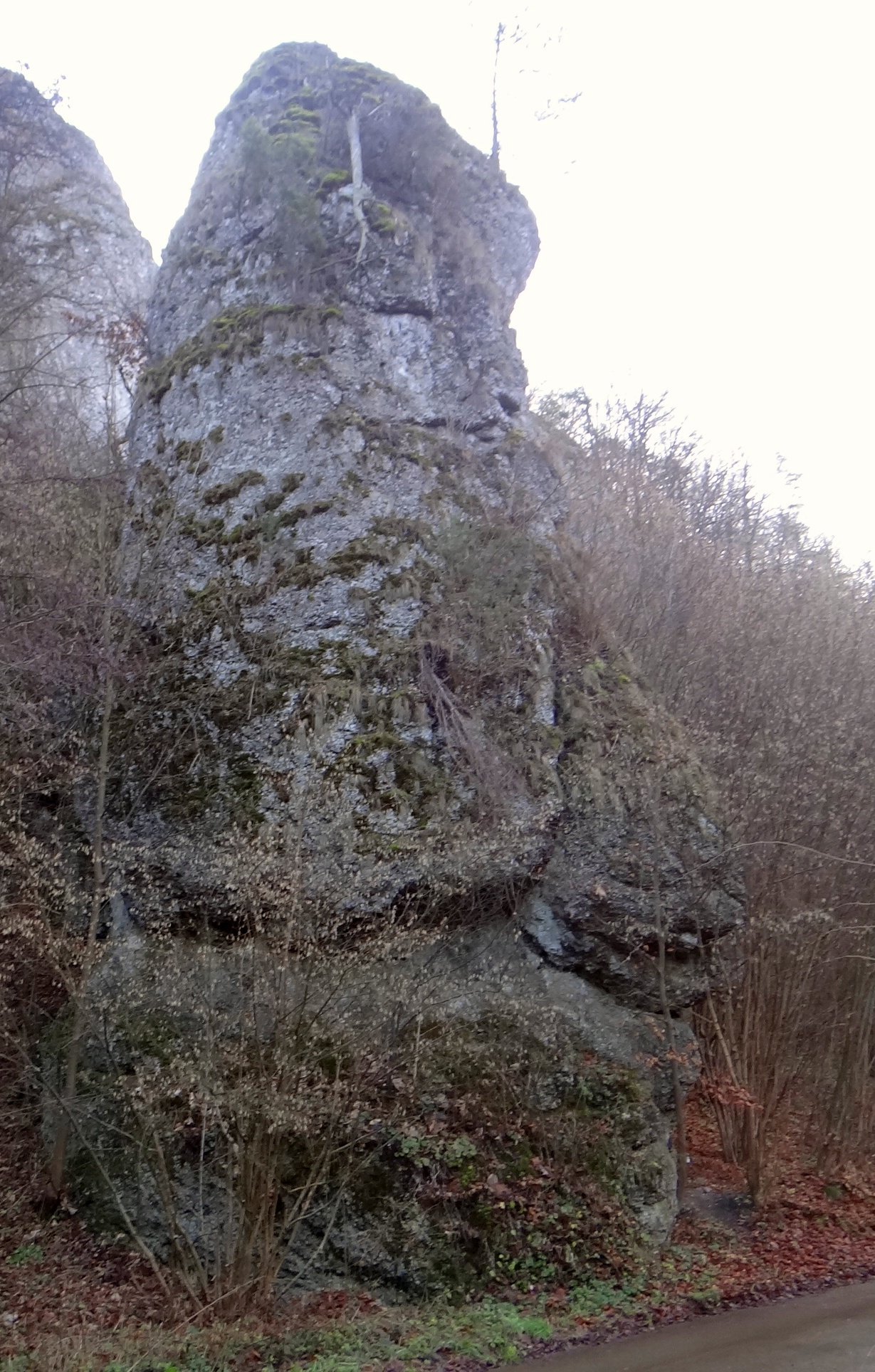

## Drogi wspinaczkowe
1. UmoruSanka VI.1+, 5r + st, 12 m
2. Szarża lemingów VI.3, 6r + st, 13 m
3. Szalone fekalia VI.2, 6r + st, 13 m
4. Szambo Jet VI.3, 7r + st, 13 m[1].